# スプリンターセルシリーズ
スプリンターセル(Splinter Cell)は、作家トム・クランシー監修のステルスゲームシリーズであり、ユービーアイソフトにより製作・販売されている。

## 概要
高度な情報技術を用いた大規模テロ等を、アメリカ国家安全保障局の架空の秘密部署サードエシュロン所属のエージェントであるサム・フィッシャーが阻止する、というのがシリーズに共通するストーリーラインとなるが、5作目のコンヴィクションについては敵対する組織が古巣のサードエシュロンとなっている。
スニーキングアクションゲームであるため、同ジャンルを代表するメタルギアシリーズと比較される場合がしばしば見られるが、それぞれテーマや雰囲気の異なる、まったく別のゲームである。
同ジャンルのThiefシリーズ同様、暗闇に潜むという特徴があり、部屋の明かりを消す、もしくは破壊することで闇を作り出し、その場に潜む事で敵に見つかりにくくなる。
スプリンターセルの実写映画化の企画がある。ユービーアイソフトとNew Regencyはスプリンターセルの映画化製作で提携する事を発表した。脚本をエリック・ウォーレン・シンガーが書き、主役であるサムフィッシャー役はトム・ハーディだと言う。

## 特徴
シリーズを重ねるごとにゲーム性が進化しているが、以下の特徴がある。
- 主人公は超人ではない
- 暗殺もしくは、誰も死なせずに、ミッションを遂行することが目的
- ラスボスに該当するような敵キャラクターは存在しない(ミッションによっては暗殺を命じられるが、超人的な強さはない)
- 最先端のスコープや端末を用いてスパイ活動を行う
- とにかく気配を消して行動する(シリーズによって、やり方がかなり変わっている)

最高のプレイとは、「どの敵キャラクターにも一般キャラクターにも気づかれることなく任務を遂行する」こと。サム・フィッシャーは任務中、そこに存在してはならないのである。(多少のミスがあってもクリアは可能)
スプリンターセル コンヴィクションでは、同社発売タイトルアサシン クリードシリーズの「集団に紛れ気配を消す」システムが採用されているのと、敵の誰もがフィッシャーを狙っている(存在が前提になっている)ため、いささかゲーム性が異なっている。

## シリーズ
メインシリーズ
- スプリンターセル (Splinter Cell)(機種:PC、Xbox、PS2、GC、PS3(Classic Trilogy HD) 開発:UBIモントリオールスタジオ)
- スプリンターセル パンドラトゥモロー（英語版） (Splinter Cell: Pandora Tomorrow) (機種:PC、Xbox、PS2、GC、PS3(Classic Trilogy HD) 開発:UBI上海スタジオ)
- スプリンターセル カオスセオリー（英語版） (Splinter Cell: Chaos Theory) (機種:PC、Xbox、PS2、GC、PS3(Classic Trilogy HD) 開発:UBIモントリオールスタジオ)
  - スプリンターセル3D(機種:3DS)

カオスセオリーをリメイクした作品
- Splinter Cell: Essentials(機種:PSP 開発:UBIモントリオールスタジオ)

PSPで発売されたコンソールオリジナル作品。日本未発売。
- スプリンターセル 二重スパイ (Splinter Cell: Double Agent) (機種:PC、Xbox 360、PS3 開発:UBI上海スタジオ)

UBI上海スタジオが開発した通称バージョン1と呼ばれる作品。
- スプリンターセル 二重スパイ(機種:Xbox、PS2 開発:UBIモントリオールスタジオ)

UBIモントリオールスタジオが開発した通称バージョン2と呼ばれる作品。
- スプリンターセル コンヴィクション(Splinter Cell: Conviction) (機種:PC、Xbox 360 開発:UBIモントリオールスタジオ)

2010年4月に発売されたシリーズ第5作。
- Splinter Cell Conviction(機種:iOS、Android 開発:ゲームロフト)

- スプリンターセル ブラックリスト (Splinter Cell: Blacklist) (機種:PC、Xbox 360、PS3、Wii U 開発:UBIトロントスタジオ)

ブラックリスト以降の新作は2024年現在で登場していないが、このシリーズのXbox/Xbox 360版作品は全てXbox One以降のハードでの下位互換に対応。
スピンオフ
- Splinter Cell(機種:GBA、N-Gage 開発:UBIモントリオールスタジオ)
- Splinter Cell(機種:Java 開発:ゲームロフト)
- Splinter Cell Extended OPS(機種:Java 開発したゲームロフト)
- Splinter Cell Pandora Tomorrow(機種:GBA 開発:UBIモントリオールスタジオ)
- Splinter Cell Pandora Tomorrow(機種:Java 開発:ゲームロフト)
- Splinter Cell Chaos Theory(機種:DS、N-Gage 開発:ゲームロフト)
- Splinter Cell Chaos Theory(機種:Java 開発:ゲームロフト)
- Splinter Cell Double Agent(機種:Java 開発:ゲームロフト)
- Splinter Cell Conviction(機種:Java 開発:ゲームロフト)
- スプリンターセル ブラックリスト スパイダーボット (Splinter Cell Blacklist Spider-Bot)(機種:iOS、Android 開発:Soap Creative)

2013年9月に発売されたシリーズ第6作。『ブラックリスト』からの派生作品。iOSおよびAndroid用。